# Maratona aquática no Campeonato Mundial de Esportes Aquáticos de 2017 - 5 km por equipe
A prova por equipe é um dos eventos do Campeonato Mundial de Esportes Aquáticos de 2017 que foi realizado no dia 20 de julho de 2017 na cidade de Budapeste, na Hungria. 

## Medalhistas
| Ouro                                                                               | Prata                                                                                 | Bronze                                                                             |
| França · Oceane Cassignol · Logan Fontaine · Aurélie Muller · Marc-Antoine Olivier | Estados Unidos · Brendan Casey · Ashley Twichell · Haley Anderson · Jordan Wilimovsky | Itália · Rachele Bruni · Giulia Gabbrielleschi · Federico Vanelli · Mario Sanzullo |

## Resultados
A prova foi realizada no dia 20 de julho às 10:00. 
| Pos.              | Nacionalidade                                                                                     | Tempo     |
| ----------------- | ------------------------------------------------------------------------------------------------- | --------- |
| Medalha de ouro   | França · Oceane Cassignol · Logan Fontaine · Aurelie Muller · Marc-Antoine Olivier                | 54:05.9   |
| Medalha de prata  | Estados Unidos · Brendan Casey · Ashley Twichell · Haley Anderson · Jordan Wilimovsky             | 54:18.1   |
| Medalha de bronze | Itália · Rachele Bruni · Giulia Gabbrielleschi · Federico Vanelli · Mario Sanzullo                | 54:31.0   |
| 4                 | Austrália · Jack Brazier · Kiah Melverton · Jack Alan McLoughlin                                  | 54:42.9   |
| 5                 | Reino Unido · Danielle Huskisson · Tobias Patrick Robinson · Timothy Shuttleworth · Alice Dearing | 54:51.1   |
| 6                 | Brasil · Allan do Carmo · Viviane Jungblut · Ana Marcela Cunha · Fernando Ponte                   | 55:19.6   |
| 7                 | Hungria · Janka Juhasz · Kristof Rasovszky · Melinda Novoszath · Gergely Gyurta                   | 55:23.7   |
| 8                 | Alemanha · Finnia Wunram · Leonie Beck · Soren Detlef Meissner · Rob Frederik Muffelss            | 55:41.8   |
| 9                 | Japão · Yohsuke Miyamoto · Yasunari Hirai · Yukimi Moriyama · Minami Niikura                      | 55:54.0   |
| 10                | Rússia · Sergey Bolshakov · Daria Kulik · Kirill Abrosimov · Mariia Novikova                      | 55:55.1   |
| 11                | Canadá · Richard Weinberger · Stephanie Horner · Eric Hedlin · Breanne Emma Joan Siwicki          | 55:58.3   |
| 12                | África do Sul · Danie Marais · Chad Ho · Michelle Weber · Robyn Kinghorn                          | 56:05.3   |
| 13                | Argentina · Joaquin Moreno · Cecilia Biagioli · Julia Lucila Arino · Guillermo Bertola            | 56:43.4   |
| 14                | Equador · David Castro · Patricia Guerrero · Ivan Enderica Ochoa · Samantha Arevalo               | 58:01.2   |
| 15                | Israel · Yuval Safra · Shahar Resman · Chaya Simone Zabludoff · Eden Girloanta                    | 58:20.7   |
| 16                | Chéquia · Matej Kozubek · Vit Ingeduld · Alena Benesova · Lenka Sterbova                          | 58:32.2   |
| 17                | México · Arturo Ferrer · Martha Sandoval · Alfredo Villa Mejia · Maria Jose Cocco                 | 58:32.5   |
| 18                | Cazaquistão · Kenessary Kenenbayev · Xeniya Romanchuk · Nina Rakhimova · Lev Cherepanov           | 1:00:59.3 |
| 19                | Hong Kong · Chin Ting Keith Sin · Tsz Fung Tse · Hoi Man Lok · Tsz Yin Nip                        | 1:02:11.7 |

Legenda
| Recorde mundial       | Recorde mundial (World record)               |                       | Recorde africano                      | Recorde africano (African) |                                           | Q | Classificado por posição (Qualified) |
| Recorde do campeonato | Recorde do campeonato (Championship record)  | Recorde da América    | Recorde da América (Americas)         | q                          | Classificado por melhor tempo (Qualified) |   |                                      |
| Melhor marca do ano   | Melhor marca do ano (World leading)          | Recorde asiático      | Recorde asiático (Asian)              | DNS                        | Não largou (Did not start)                |   |                                      |
| Recorde nacional      | Recorde nacional (National record)           | Recorde europeu       | Recorde europeu (European)            | DNF                        | Não terminou (Did not finish)             |   |                                      |
| Recorde pessoal       | Recorde pessoal do atleta (Personal best)    | Recorde da Oceania    | Recorde da Oceania (Oceania)          | DSQ / DQ                   | Desclassificado (Disqualified)            |   |                                      |
| Recorde da temporada  | Recorde da temporada do atleta (Season best) | Recorde sul-americano | Recorde sul-americano (South America) | NM                         | Sem marca (No mark)                       |   |                                      |